# I avgrunden
I avgrunden (franska: Là-bas) är en roman från 1891, skriven av Joris-Karl Huysmans. I romanen behandlas bl.a. satanism och svart magi. En svensk översättning av Elias Wraak gavs ut 2007.